# Kim Madsen
Kim Madsen (* 13. Februar 1978 in Roskilde) ist ein ehemaliger dänischer Fußballspieler.

## Karriere
Die ersten Fußballstationen von Kim Madsen waren Svogerslev BK (1984 bis 1991), Roskilde BK 1906 (1991 bis 1995), Kjøbenhavns Boldklub (1995/96).
1996 wechselte er zum FC Kopenhagen. Mit 18 Jahren gab Madsen hier sein Debüt in der Superliga. Er wurde am 22. September 1996 beim Spiel gegen AB Kopenhagen in der 72. Minute eingewechselt. Dies blieb jedoch sein einziges Spiel in dieser Saison. In der folgenden Saison wurde Madsen an Køge Boldklub ausgeliehen. Zurück beim FC Kopenhagen, bestritt er am 27. August 1998 im Rückspiel der Qualifikationsrunde des Europapokals der Pokalsieger beim aserbaidschanischen Team FK Qarabağ Ağdam sein erstes internationales Spiel. In der Saison drang er mit der Mannschaft bis ins Achtelfinale vor und kam hierbei bei den beiden weiteren Auswärtsspielen gegen Lewski Sofia und FC Chelsea zum Einsatz. In der Saison 2000/2001 wurde er mit dem FC Kopenhagen dänischer Meister. Damit war die Mannschaft für Teilnahme an der Qualifikation zur UEFA Champions League teilnahmeberechtigt. Madsen spielte jeweils beide Partien gegen Torpedo Kutaisi in der 2. Runde und Lazio Rom in der 3. Runde der Qualifikation. Der FC Kopenhagen verlor gegen Lazio insgesamt mit 3:5 und verpasste somit den Einzug in die Hauptrunde. Insgesamt bestritt Madsen 77 Superliga-, fünf nationale Pokal-, sechs UEFA-Pokal-, drei Europapokal der Pokalsieger-, ein UEFA-Intertoto und vier Champions-League-Spiele für den FC Kopenhagen und erzielte dabei ein Tor in der Superliga.
Im Sommer 2002 wechselte er für eine Ablösesumme von 800.000 Euro zum VfL Wolfsburg. Für den VfL Wolfsburg absolvierte er 13 Spiele in der Bundesliga. Sein einziges Tor für Wolfsburg erzielte er am 16. Spieltag der Saison 2002/03 zum 2:2-Endstand bei Hertha BSC.
Im Dezember 2003 wechselte der Däne ablösefrei zu Hansa Rostock. Bis zum Saisonende 2004/05 bestritt er für Hansa Rostock 24 Erstligaspiele und erzielte ein Tor. Am Ende der Saison 2004/05 stieg er mit dem FC Hansa in die 2. Bundesliga ab. In den folgenden zwei Zweitligasaisons lief er 34-mal auf und erreicht am Saisonende 2006/07 den Wiederaufstieg in die Bundesliga. Madsen gehörte in der Aufstiegssaison jedoch nicht zur Stammformation des FC Hansa Rostock.
Nach fünf Jahren in Deutschland wollte Madsen zurück nach Dänemark. So wechselte er im Juni 2007 zum dänischen Erstliga-Aufsteiger Aarhus GF. Dort unterschrieb er einen Dreijahresvertrag. Insgesamt lief er in den drei Jahren 42-mal für den Verein auf, davon im letzten Jahr nur einmal. Nach der Saison 2009/10 beendete Madsen seine Karriere.

## Erfolge
- Dänischer Meister: 2001 mit dem FC Kopenhagen